# Burnet, Texas
Burnet là một thành phố thuộc quận Burnet, tiểu bang Texas, Hoa Kỳ. Năm 2010, dân số của xã này là 5987 người.

## Dân số
- Dân số năm 2000: 4735 người.
- Dân số năm 2010: 5987 người.